# Fitosterol
Fitosteroli so skupina sterolov rastlinskega izvora, ki jih uporabljamo kot aditive ali prehranska dopolnila. Prisotni so v vseh rastlinah in tudi v hrani, ki vsebuje rastlinske surove materiale. Na splošno veljajo rastlinska olja in izdelki, izdelani iz rastlinskih olj, za najbogatejsi vir fitosterolov. Vsebnost fitosterolov ni zanemarljiva tudi v nekaterih drugih vrstah hrane, kot so zelenjava in žitni izdelki.
Večino fitosterolov, zaužitih z uravnoteženo prehrano, tvorijo sitosterol, kampesterol, stigmasterol, avenasteroli in stanoli.

## Kemizem in biosinteza
Fitosteroli spadajo v skupino triterpenov. Za njih je značilna 3-monohidroksi perhidro-1,2-ciklopentanofenantrenski obroč. Steroli so pogosto esterificirani z maščobnimi kislinami na 3 OH skupini. Take estre najdemo v membranah v celici, kjer imajo podobno nalogo kot holesterol v živalski celici.
Prekurzor za triterpene je skvalen. Iz njega po delovanju skvalen epoksidaze nastane 2,3-epoksid skvalena. Ciklizacija le tega vodi do cikloartenola, kateremu z demetilacijo odstranimo 3 metilne skupine, sledi še modifikacija stranske verige do sitosterola oz ustreznega fitosterola.